# Îlot des Deux Cocos
L'îlot des Deux Cocos est une petite île de l'océan Indien située près de la côte sud-est de l'île principale de la république de Maurice.